# Goryphus adornatus
Goryphus adornatus är en stekelart som först beskrevs av Tosquinet 1903.  Goryphus adornatus ingår i släktet Goryphus och familjen brokparasitsteklar. Inga underarter finns listade i Catalogue of Life.